# Humera
Humera (ou Himera) est une ville du nord de l'Éthiopie, située dans la zone Mi'irabawi du Tigré. Elle se trouve à 14° 18′ N, 36° 37′ E. Elle est le centre administratif du woreda Kafta Humera.